# Marcin Sapa
Marcin Sapa (Konin, 10 februari 1976) is een Pools voormalig professioneel wielrenner.

## Belangrijkste overwinningen
2001
- 4e etappe Ronde van Marokko
- 10e etappe Ronde van Marokko

2003
- 1e etappe Baltyk-Karkonosze-Tour

2004
- 2e etappe Ronde van Polen

2005
- Schaal Sels
- 2e etappe Ronde van Bulgarije (ploegentijdrit)

2006
- 7e etappe Bałtyk-Karkonosze-Tour
- 1e etappe Małopolski Wyścig Górski

2007
- GP Hydraulika Mikolasek
- 7e etappe Bałtyk-Karkonosze-Tour,
- Pomorski Klasyk
- 1e etappe Ronde van Slowakije
- 1e etappe deel A Ronde van Kroatië
- 5e etappe Ronde van Kroatië

2008
- Pools kampioen op de weg, Elite
- Obornikach Wrocław
- 5e etappe Ronde van Mazovië (ploegentijdrit)
- Eindklassement Ronde van Mazovië
- 1e etappe Małopolski Wyścig Górski
- Eindklassement Małopolski Wyścig Górski

2010
- 5e etappe Ronde van Beieren

2011
- 3e etappe Koers van de Olympische Solidariteit
- Eindklassement Koers van de Olympische Solidariteit

2013
- 4e etappe Ronde van Mazovië (ploegentijdrit)
- Eindklassement Ronde van Mazovië
- 5e etappe Ronde van Bulgarije

## Resultaten in voornaamste wedstrijden
| Jaar | Ronde van Italië | Ronde van Frankrijk | Ronde van Spanje |
| ---- | ---------------- | ------------------- | ---------------- |
| 2009 |                  | 146e                |                  |
| 2010 |                  |                     |                  |

| Jaar | Ronde van Vlaanderen | Parijs-Roubaix |
| ---- | -------------------- | -------------- |
| 2009 | buit.tijd            | 89e            |
| 2010 | opgave               | buit.tijd      |

Ballan  ·
Bandiera ·
Bindi ·
Boets · 
Bono ·     
Bruseghin ·
Caucchioli ·
Cunego ·
Da Dalto · 
Furlan ·
Gasparotto ·
Gavazzi ·
Grendene · 
Loosli ·
Lorenzetto ·
Magazzini ·
Marzano ·
Manuele Mori ·
Massimiliano Mori ·
Ponzi ·
Righi ·
Santambrogio ·
Sapa ·
Špilak ·
Tiralongo ·
Tomei ·
Zagorodni ·
Malori (stagiair)
Balloni ·
Bernucci ·
Boets · 
Bole ·
Bono ·     
Cunego ·
Da Dalto · 
Furlan ·
Gavazzi ·
Grendene · 
Hondo ·
Kasjetsjkin ·
Loosli ·
Lorenzetto ·
Magazzini ·
Malori ·
Marzano ·
Mori ·
Petacchi ·
Pietropolli ·
Ponzi ·
Righi ·
Sapa ·
Simoni (tot 31/05) ·
Spezialetti ·
Špilak ·
Ulissi ·
Pasqualon (stagiair) ·
Rabottini (stagiair) ·
Rocchetti (stagiair)